# Littleton (Maine)
Littleton ist eine Town im Aroostook County des Bundesstaates Maine in den Vereinigten Staaten. Im Jahr 2020 lebten dort 997 Einwohner in 464 Haushalten auf einer Fläche von 99,9 km².

## Geographie
Nach dem United States Census Bureau hat Littleton eine Gesamtfläche von 99,84 km², von der 99,35 km² Land sind und 0,49 km² aus Gewässern bestehen.

### Geographische Lage
Littleton liegt im Südosten des Aroostook Countys, an der Grenze zu Kanada. Der Meduxnekeag River fließt durch den Östlichen Teil der Town. Im Norden ragt der Ross Lake in das Gebiet der Town. Zentral in nord-südlicher Richtung angeordnet befinden sich der Long Lake, davon südlich der Cary Lake, der Manson Lake und weitere kleinere Seen. Die Oberfläche ist eben, jedoch befindet sich eine kleine Hügelgruppe, die Littleton Ridge westlich der Seenkette.

### Nachbargemeinden
Alle Entfernungen sind als Luftlinien zwischen den offiziellen Koordinaten der Orte aus der Volkszählung 2010 angegeben.
- Norden: Monticello, 3,9 km
- Nordosten: Wilmot Parish, New Brunswick, 25,6 km
- Osten: Wakefield Parish, New Brunswick, 36,0 km
- Südosten: Richmond Parish, New Brunswick, 21,8 km
- Süden: Houlton, 4,0 km
- Südwesten: Ludlow, 15,4 km
- Westen: Hammond, 14,6 km
- Nordwesten: Unorganized Territory von Central Aroostook, 41,7 km

### Stadtgliederung
In Littleton gibt es mehrere Siedlungsgebiete: Haggerty Ridge, Hill (Hills Siding, Hills), Littleton, Littleton Station, Sharp Cove, Starkey Corner (Starkey Corners) und Wiley Road (ehemalige Eisenbahnstation).

### Klima
Die mittlere Durchschnittstemperatur in Littleton liegt zwischen −11,7 °C (11° Fahrenheit) im Januar und 18,3 °C (65° Fahrenheit) im Juli. Damit ist der Ort gegenüber dem langjährigen Mittel der USA um etwa 10 Grad kühler. Die Schneefälle zwischen Oktober und Mai liegen mit über fünfeinhalb Metern knapp doppelt so hoch wie die mittlere Schneehöhe in den USA, die tägliche Sonnenscheindauer liegt am unteren Rand des Wertespektrums der USA.

## Geschichte

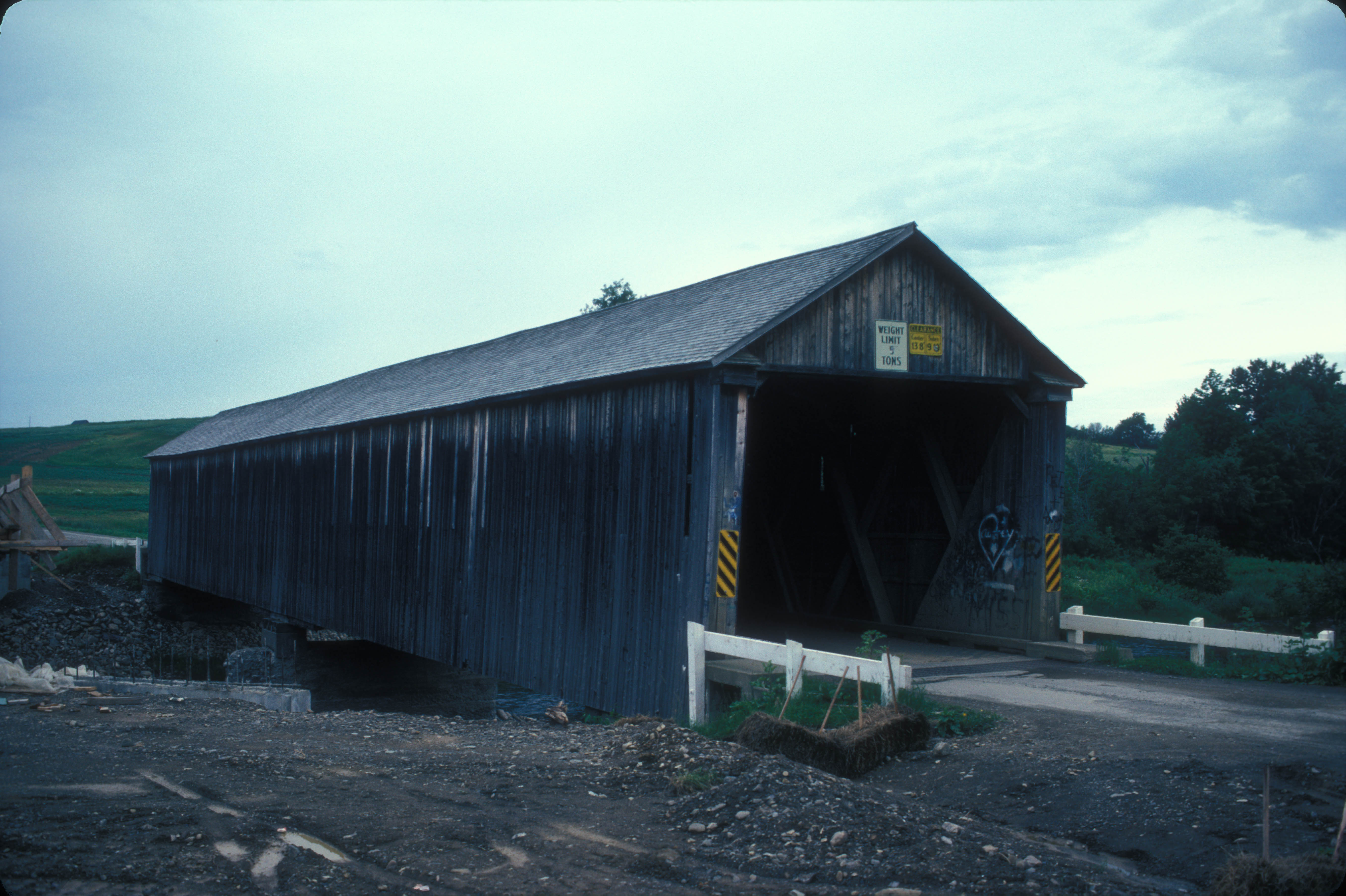
Watson Settlement Bridge

Der nördliche Teil wurde durch die Legislative Massachusetts der Framingham Academy als Grant im Jahr 1801 gegeben, der südliche Teil dem Williams College im Jahr 1800. Dessen südlicher Teil gehört heute zu Houlton. Obwohl die Besiedlung früh begann, dauerte es bis 1856, bis es genügend Bewohner gab, damit eine Town gebildet werden konnte. Dies geschah am 18. März 1856.
Die Oberfläche der Town ist durchmischt von Waldflächen. Das Land ist fruchtbar und bringt gute Ernten. Am Meduxnekeag und auch am Big Brook wurden Wassermühlen betrieben.
Die Watson Settlement Bridge ist ein unter Denkmalschutz stehende Brücke in Littleton. Sie wurde 1970 ins National Register of Historic Places unter der Register-Nummer 70000039 aufgenommen. Die Watson Settlement Bridge ist eine historische überdachte Brücke. Erbaut im Jahre 1911, ist sie eine der jüngsten von Maines wenigen überdachten Brücken.

### Einwohnerentwicklung
| Jahr      | 1800 | 1810 | 1820 | 1830 | 1840 | 1850 | 1860 | 1870 | 1880 | 1890 |
| --------- | ---- | ---- | ---- | ---- | ---- | ---- | ---- | ---- | ---- | ---- |
| Einwohner |      |      |      |      |      |      | 543  | 700  | 904  | 924  |
| Jahr      | 1900 | 1910 | 1920 | 1930 | 1940 | 1950 | 1960 | 1970 | 1980 | 1990 |
| Einwohner | 956  | 1026 | 1049 | 1035 | 1049 | 1001 | 982  | 958  | 1009 | 956  |
| Jahr      | 2000 | 2010 | 2020 | 2030 | 2040 | 2050 | 2060 | 2070 | 2080 | 2090 |
| Einwohner | 955  | 1068 | 997  |      |      |      |      |      |      |      |

## Wirtschaft und Infrastruktur

### Verkehr
Durch Littleton führt in nordsüdlicher Richtung der U.S. Highway 1. Er verbindet Littleton mit Presque Isle im Norden und Houlton im Süden. Durch die Bahnstrecke Brownville–Saint-Leonard ist Littleton an das nationale Bahnnetz angeschlossen.
Im benachbarten Houlton befindet sich der nächste Flughafen, der Houlton International Airport. Derzeit (2007) finden nur Charterflüge statt. Der Flughafen beherbergt außerdem eine Flugschule.

### Öffentliche Einrichtungen
In Houlton befindet sich die Cary Library, die auch den Bewohnern von Littleton zur Verfügung steht.
In Littleton gibt es kein Krankenhaus, dafür befinden sich mehrere Krankenhäuser und Medizinische Einrichtungen in Houlton.

### Bildung
Littleton gehört mit der Hammond, Houlton und Monticello zum Maine School Administrative District No. 29.
Im Schulbezirk werden den Schulkindern mehrere Schulen angeboten:
- Houlton Elementary School in Houlton (PreK- 2)
- Southside School in Houlton (3-5)
- Houlton Middle/High School in Houlton (6-12)